# Piogaster lucida
Piogaster lucida là một loài tò vò trong họ Ichneumonidae.